# Ferrere
Ferrere är en ort och kommun i provinsen Asti i regionen Piemonte i Italien. Kommunen hade 1 556 invånare (2018).